# Jacques Mafil Nawan
Jacques Mafil Nawan (3 maggio 1983) è un calciatore vanuatuano, difensore del Tafea.

## Caratteristiche tecniche
È un terzino sinistro.

## Carriera

### Club
Ha giocato nella prima divisione di Vanuatu.

### Nazionale
Ha debuttato in Nazionale il 17 luglio 2007, nell'amichevole Nuova Caledonia-Vanuatu (5-3). Ha partecipato, con la Nazionale, alla Coppa delle nazioni oceaniane 2008. Ha collezionato in totale, con la maglia della Nazionale, 9 presenze.